# Виборчий блок партій «Трудова Україна» (1998)
Виборчий блок партій «Трудова Україна» — блок політичних партій під час виборів до Верховної Ради України у 1998 році.

## Створення
«Трудова Україна» була створена двома політичними партіями — Громадянським конґресом України (ГКУ) та Українською партією справедливості (УПС). Центральна виборча комісія офіційно зареєструвала блок 1 листопада 1997 року.

## Участь у виборах
«Трудова Україна» висунула своїх кандидатів у 42 одномандатних виборчих округах, її виборчий список нараховував 110 персони. Але не всі кандидати від блоку були взагалі членами фундаторських партій — серед них також фігурували позапартійні. «Перша п'ятірка» виборчого списку виглядала таким чином:
1. Герасимов Іван Олександрович (позапартійний)
2. Базилюк Олександр Філімонович (ГКУ)
3. Червонописький Сергій Васильович (УПС)
4. Андреєв Юрій Борисович (УПС)
5. Держак Віктор Васильович (позапартійний)

У так званому багатомандатному виборчому окрузі «Трудова Україна» перемоги здобути не змогла — при прохідному бар'єрі у 4,00 % голосів виборців вона отримала лише 3,06 % (813.326 голосів виборців). Провести до українського парламенту своїх представників через одномандатні округи їй теж не вдалося. Найкращий результат виборчий блок мав у східних регіонах України — у Донецькій та у Луганській областях він посів друге місце (14,81 % та 5,53 % підтримки відповідно). У цих двох територіальних одиницях «Трудова Україна» взагалі здобула більше половини усієї своєї підтримки — 432.723 голосів або 53,20 % від загальної кількості отриманих голосів.

## Пріоритети
Російська мова — державна, НАТО — ні!, союз з Росією і Білоруссю.